# Studniční vrch (Rychlebské hory)
Studniční vrch (německy Hirschbad) je hora v Rychlebských horách, nejvyšší vrchol podcelku Sokolský hřbet. Tyčí se 4 km severozápadně od města Jeseník.

## Vrchol

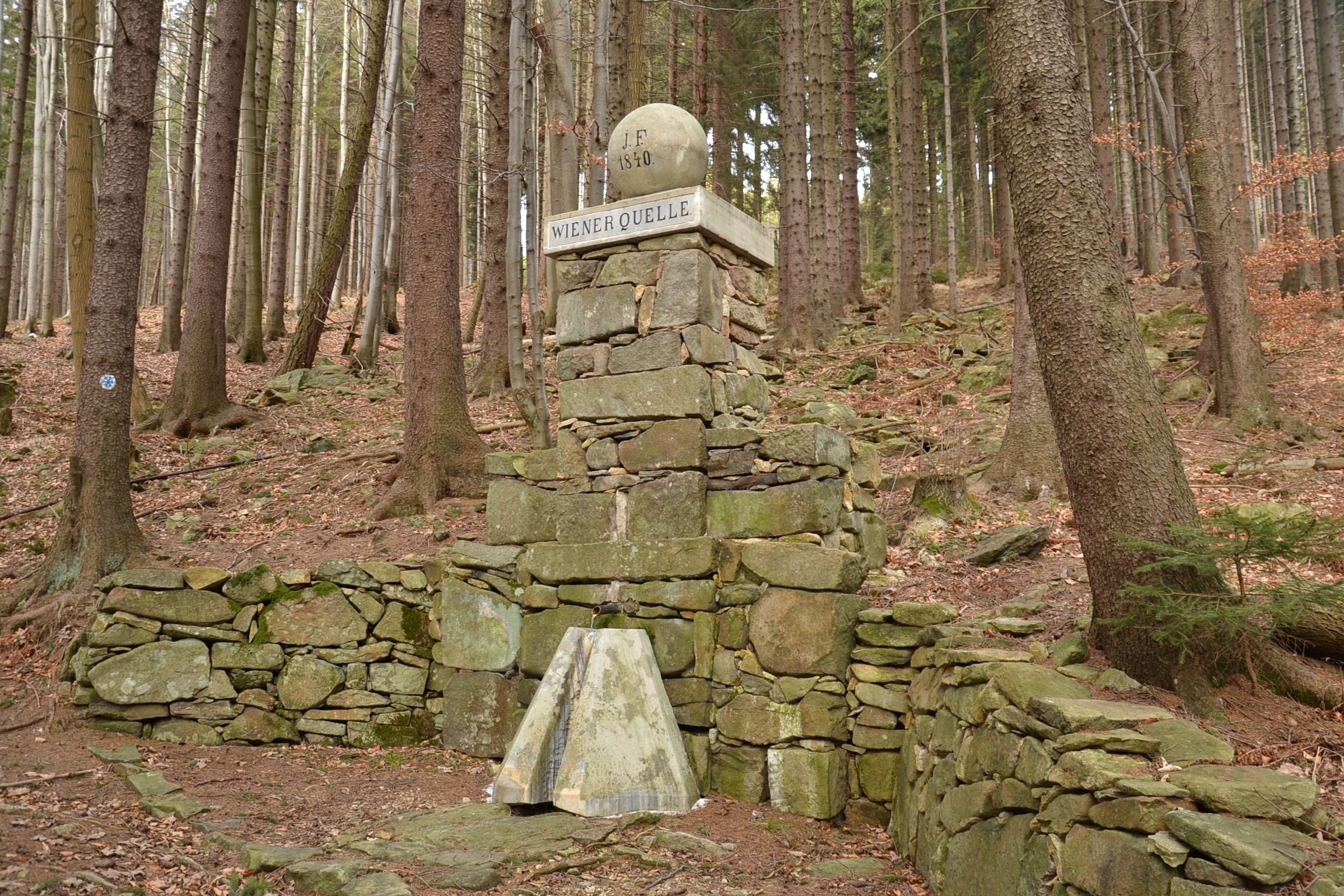
Vídeňský pramen východně od vrcholu

Na poměrně plochém vrcholu stojí od roku 1996 ocelový telekomunikační vysílač. Vrchol poskytuje omezené výhledy severním směrem na Žulovskou pahorkatinu. Prominence vrcholu činí 414 metrů (převýšení od sedla Na Pomezí), což dělá ze Studničního vrchu nejprominentnější horu Rychlebských hor a 21. nejprominentnější českou horu vůbec.

## Lázně a prameny
Na jihovýchodních svazích Studničního vrchu se rozkládají Lázně Jeseník (Priessnitzovy léčebné lázně), založené "vodním doktorem" Vincenzem Priessnitzem. Praktikuje se zde vodoléčba jako primární metoda léčení, spojená s klidem a nenáročným tělesným pohybem jako jsou procházky v okolní krajině Rychlebských hor. Na svazích Studničního vrchu se nachází desítky pramenů a také mnoho pomníků, vyhlídek, památných skal a slavnostních křížů.

## Přístup
Na Studniční vrch vede několik značených cest z mnoha směrů, nejjednodušší přístup vede od Lázní Jeseník (po zeleně a dále žlutě značená cestě), případně od krasových Jeskyní Na Pomezí (po modře a dále žlutě značené cestě). V obou případech jde o poměrně strmý výstup, s převýšením kolem 400 metrů. Z Lázní Jeseník vede také Naučná stezka živé vody, která prochází kolem 17 pramenů a její informační panely pojednávají o zajímavých vlastnostech vody. Ta vrchol obchází, ale dá se z ní odbočit po zmíněné žlutě značené cestě. Na samotný vrchol byla v devatenáctém století zřízena i tzv. Nassauská stezka, která je ale dnes v terénu obtížně sledovatelná. Svahy vrchu protkává také síť lázeňských Nordic walkingových okruhů, které sledují i další naučné stezky (např. Naučná stezka Vincenze Priessnitze).